# Esseliakh
Esseliakh (en rus: Эселях) és un poble de la república de Sakhà, a Rússia, que el 2014 tenia 588 habitants, pertany al districte de Borogontsi.